# (34912) 4314 P-L
4314 P-L (asteroide 34912) é um asteroide da cintura principal. Possui uma excentricidade de 0.31543550 e uma inclinação de 6.87921º.
Este asteroide foi descoberto no dia 24 de setembro de 1960 por Cornelis Johannes van Houten e Ingrid van Houten-Groeneveld e Tom Gehrels em Palomar.